# Metzeresche
Metzeresche (Duits: Metzeresch )is een gemeente in het Franse departement Moselle (regio Grand Est) en telt 788 inwoners (2005). De gemeente maakt deel uit van het arrondissement Thionville.

## Geografie
De oppervlakte van Metzeresche bedraagt 9,6 km², de bevolkingsdichtheid is 82,1 inwoners per km².
De onderstaande kaart toont de ligging van Metzeresche met de belangrijkste infrastructuur en aangrenzende gemeenten.

## Demografie
Onderstaande figuur toont het verloop van het inwonertal (bron: INSEE-tellingen).